# Павловский женский сиротский институт
Павловский женский сиротский институт — закрытое женское учебное заведение Российской империи, входившее в ведомство учреждений императрицы Марии, существовавшее с 1798 по 1918 год в Санкт-Петербурге.

## Основная история
Императором Павлом I 23 декабря 1798 года был подписан Указ об учреждении Императорского военно-сиротского дома и его отделений при гарнизонных полках для воспитания детей обоего пола. Это учебное заведение располагалось в бывшем доме графа А. Р. Воронцова на Набережной реки Фонтанки. Учебная часть для девушек состояла из двух отделений на пятьдесят мест для солдатских и дворянских сословий.
Следующий император, Александр I, 11 апреля 1807 года подписал Указ о переименовании девичьего отделения в Девичье училище Военно-сиротского дома и передачи его в Ведомство учреждений императрицы Марии под общим покровительством императрицы Марии Фёдоровны. Новое училище было переведено в дом, купленный у графа А. И. Остермана. Девичье училище состояло из двух отделений на сто мест: в 1-е отделение, где готовили гувернанток и классных дам, принимались дочери офицеров (до подполковника включительно), во 2-е, где готовили портних и горничных,  зачислялись дочери (в возрасте от 8 до 11 лет) лиц солдатского сословия. Первое отделение состояло из трёх классов, где обучались в течение шестилетнего срока по два года в каждом из классов, второе — из двух классов. Учебно-воспитательный состав училища состоял из пяти классных дам.
В 1816 году, после окончания Отечественной войны 1812 года, для училища было приобретено новое здание в доме № 144 на набережной Фонтанки. С 1818 по 1820 год здание училища было перестроено под руководством архитектора А. Е. Штауберта. В период перестройки здания училище временно размещалось во Вдовьем доме.
Император Николай I 19 февраля 1829 года издал Указ о переименовании Девичьего училища в Павловский женский институт. С 1844 по 1851 год по распоряжению Николая I под руководством архитектора Р. А. Желязевича на Знаменской улице строилось новое здание для Павловского сиротского института. Открытие здания состоялось 28 июня 1851 года. После переезда института в новое здание в том же году 1-е отделение было значительно расширено, количество воспитанниц достигло двухсот сорока (сто сорок пансионерок и сто на казённых вакансиях), тогда как 2-е отделение для солдатского сословия было передано в ведение Императорского человеколюбивого общества. В институт принимались дочери обер-офицеров и штаб-офицеров, а также гражданских чиновников от титулярного до коллежского советника для воспитанниц казённых вакансий. Дочери офицеров, убитых на войне, и полные сироты принимались без баллотирования, а остальные по публичной баллотировке. Общий курс в институте имел семилетний срок, а специальный педагогический класс — трёхлетний срок. Выпускницы педагогического класса института получали звание домашнего учителя и имели право без экзаменов поступать на Высшие женские курсы; выпускницы, окончившие полный курс института с отличием, получали звание домашних наставниц-воспитательниц.
За период с 1877 по 1880 год был построен левый флигель в здании института, где разместились квартиры начальницы и инспектора классов. В 1894 году под руководством архитектора Ю. Ф. Бруни проходила реконструкция здания института.
С 1898 года действовало Общество вспомоществования бывшим воспитанницам Павловского женского института.
В 1918 году Павловский женский институт был преобразован в единую трудовую школу, в настоящее время в том же здании размещается Санкт-Петербургская гимназия № 209.

## Руководство
- Ставицкая, Амалия Францевна (1819—1849)
- Фредерикс, Наталья Родионовна (1849—1860)
- Розен, Мария Васильевна (1860—1899)[2]

## Попечители
- Беляев, Тимофей Михайлович[1]

## Известные преподаватели и выпускники
- Велтистов, Василий Николаевич[6]
- Вышнеградский, Николай Алексеевич[7][1]
- Чистяков, Михаил Борисович[4][1]
- Тимаев, Матвей Максимович[4]
- Венедикт (Плотников)[8]
- Чарская, Лидия Алексеевна[9]
- Вечеслова, Татьяна Михайловна[1]
- Таисия (Солопова)[1]